# Île Campana (Italie)
Ne doit pas être confondu avec Île Campana (Chili).
Pour les articles homonymes, voir Campana (homonymie).
Campana, appelée anciennement Podo ou Forte di Sopra, est une île de la lagune de Venise, en Italie.
D'une superficie de 5 858 m2, elle est située au sud du centre historique de Venise ; c'est l'une des huit batterie, les îles forteresses construites pour protéger Venise à partir de la fin du XVIIIe siècle.

## Histoire
Vers la fin de la république de Venise, en 1796, la petite île, sous le nom de Batteria Podo, a été intégrée dans un système de défense, à l'instar de sept autres îles censées protéger Venise d'assaillants venus de la mer : Fisolo et Trezze dans la lagune sud ; Tessera, Carbonera, Campalto, Buel del Lovo et Batteria San Marco dans la lagune centrale et nord. La fortification est construite en 1881 avec un mur d'enceinte sur quatre côtés, et équipée de bastions, casemates et magasins de munitions. 
Après la Seconde Guerre mondiale, la fortification a été abandonnée par l'armée.
Depuis la fin du XXe siècle, une partie considérable du mur d'enceinte au nord de l'île, attaqué par le courant du Canale della Campana, s'est effondrée. L'île, devenue une propriété privée, est largement envahie par la végétation.